# Márton János (színész-rendező)
Márton János (Zetelaka, 1921. június 4. – Kolozsvár, 1998. május 31.) romániai magyar színműíró, színész, rendező, író.

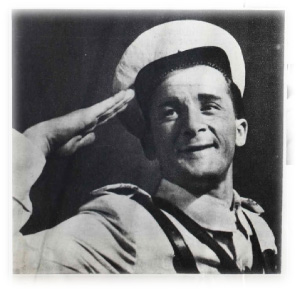
1958-ban az Ukrajnai mezők című darabban

## Élete
Alsó gimnáziumi osztályait a székelyudvarhelyi Római Katolikus Gimnáziumban végezte, a székelykeresztúri tanítóképzőben szerzett oklevelet (1945). Szülőfalujában kezdte tanítói pályáját.
1946-ban országos feltűnést keltett, miután Szentimrei Jenő felfedezte tehetségét a zetelaki műkedvelők által előadott, Tamási Áron által szerzett Énekes madár című népszínmű színészeként és rendezőjeként. Ezek után Szentimrei Jenő meghívta a Kolozsvári Állami Magyar Színház tagjai közé. Közben jogi diplomát szerzett a Bolyai Tudományegyetemen 1951-ben, azonban 1984-ig megszakítás nélkül a színház színésze és rendezője is volt. Többek közt drámák és vígjátékok karakterszerepeit alakította. Balga, Lúdas Matyi, Tiborc, Svejk, Pompás Gedeon szerepeiben élményt nyújtó alakításai voltak. Rendezésében vitték először színpadra Bolyai Farkas 1818-ban Marosvásárhelyen kinyomtatott és elfelejtett A párisi per című ötfelvonásos „érzékeny játék”-át (1964).
1998-ban hunyt el. Emlékére 1999-ben felvette nevét a zetelaki színjátszó csoport.

## Főbb művei
A Művelődés hasábjain megjelent egyfelvonásosai közül népszerűvé vált A fekete bárány (1972/8) és A fekete macska (1972/9). Dehel Gáborral együtt színpadra írta át Jókai Az arany ember és A kőszívű ember fiai című regényét. A kolozsvári színészéletből vett anekdotái Páll Árpád gondozásában Mosolygó Thália (Kolozsvár, 1991) címmel, a két szerző nevéből összevont Márton Pál álnév alatt jelentek meg.

### Kötetei
- Márton Pál: Mosolygó Thália. Pillanatképek erdélyi színházakból; Szabadság, Kolozsvár, 1991

## Főbb szerepei
Márton János legfontosabb színházi szerepei a következők:
- Balga (Vörösmarty Mihály: Csongor és Tünde)
- Tiborc (Katona József: Bánk bán)
- Puntilla (Brecht: Puntilla úr és szolgája, Matti)
- Švejk (Hašek–Burian: Švejk)
- Csörgheő Csuli (Móricz Zsigmond: Úri muri)
- Pompás Gedeon (Sütő András: Pompás Gedeon)
- Mann (Sütő András: Egy lócsiszár virágvasárnapja)

## Főbb rendezései
Legjelentősebb színházi rendezései a következők:
- Szophoklész: Antigoné
- Tamási Áron: Énekes madár
- Weiss: Vizsgálat